# Стейн, Морне
Морне Стейн (африк. Morné Steyn, родился 11 июля 1984 года в Кейптауне) — южноафриканский регбист, играющий на позиции полузащитника за клуб «Стад Франсе» и за сборную ЮАР.

## Биография

### Клубная карьера
Окончил среднюю школу имени Занда дю Плесси и Преторийский университет, за регбийную команду которого начинал выступления. Выступал до 2013 года за команду «Буллз» в Супер Регби и за команду «Блю Буллз» в Кубке Карри. В составе «быков» становился чемпионом Супер Регби в 2007, 2009 и 2010 годах, причём в 2009 и 2010 годах он был лучшим бомбардиром по очкам, а в 2009 году в полуфинале против «Крусейдерс» забил целых четыре дроп-гола, что стало рекордом Супер Регби. Четырёхкратный обладатель Кубка Карри (2003, 2004, 2006 и 2009), ещё дважды выходил в финал кубка в 2005 и 2008 годах.
В мае 2013 года Стейн перешёл во французский клуб «Стад Франсе» из Топ-14. 30 августа 2013 года он дебютировал в матче против «Биарриц Олимпик» (победа 38:3), выйдя на поле на 60-й минуте и успешно проведя две реализации. Чемпион Франции сезонов 2014/2015 и 2016/2017.

### В сборной
В составе сборной ЮАР до 21 года Стейн успел выиграть чемпионат мира. Дебют в основной сборной состоялся 20 июня 2009 года во время турне «Британских и ирландских львов» по стране, когда команда Петера де Вильерса играла против «Львов». До этого твёрдым игроком на позиции флай-хава (10 номером) был Руан Пиенаар, которого предпочитал де Вильерс, невзирая на выступление Стейна. Во втором тест-матче против Львов 20 июня Пиенаар пробивал крайне плохо, и Стейн заменил его, преобразив игру: два штрафных и две реализации (в том числе удар с 53 м в конце игры) помог сборной ЮАР победить британско-ирландскую сборную и выиграть всю трёхматчевую серию.
1 августа 2009 года в рамках Кубка трёх наций в Дурбане сборная ЮАР нанесла поражение новозеландцам со счётом 31:19, и Стейн набрал все очки своей сборной — 8 штрафных и попытка с реализацией. Стейн тем самым побил несколько рекордов: по числу очков, набранных одним игроком за матч (в том числе и установил рекорд среди игроков, приносивших исключительно все очки своей сборной в одном матче), по числу очков одного игрока в одном тест-матче против Новой Зеландии и по числу успешно забитых штрафных. При этом Стейн ещё один раз пытался забить дроп-гол (удар правее ворот) и ещё один штрафной (мимо ворот). Эта игра стала для него 5-й в списке за сборную и только 2-й в стартовом составе.
В 2011 году Стейн стал рекордсменом чемпионата мира по числу набранных очков (62), при этом его сборная не попала в медальный раунд. Через 4 года Стейн завоевал бронзовые награды чемпионата мира в составе сборной ЮАР, набрав на том турнире только 6 очков (три реализации). 8 октября 2016 года провёл последнюю игру в сборной ЮАР в Дурбане против Австралии.

## Рекорды

### Клубные
- Рекорд по разнице очков в финале Супер Регби (61:17, 2009 год)
- Крупнейшая победа в матче Супер Регби (92:3, «Квинсленд Редс»)
- Трёхкратный чемпион Супер Регби в составе южноафриканского клуба (единственной команды из ЮАР, добивавшейся такого успеха)
- Рекорд по числу дроп-голов за один сезон Супер Регби (11 дроп-голов, 2009 год)
- Рекорд по числу дроп-голов за все сезоны Супер Регби (25 дроп-голов)
- Рекорд по числу дроп-голов за один матч Супер Регби (полуфинал 2009 года, «Крусейдерс»)
- Рекорд по числу штрафных за один сезон Супер Регби (51 штрафной, 2010 год)
- Рекорд по числу очков, набранных за один сезон Супер Регби (263 очка). Предыдущее достижение установил Дэн Картер в 2006 году в виде 221 очка.
- Рекордсмен клуба «Буллз» по числу очков, набранных за выступления в Супер Регби, и рекордсмен среди всех регбистов ЮАР по этому показателю (1467 очков)
- Первый южноафриканец, набравший 1000 очков в Супер Регби

### В сборной
- Рекорды, установленные в Кубке трёх наций 2009 года в игре против Новой Зеландии (победа 31:12([6]
  - Мировой рекорд по числу очков, набранных для сборной исключительно одним игроком (31 очко — 8 штрафных, попытка и реализация)[7].
  - Рекорд турнира по числу очков, набранных одним игроком за матч. Предыдущий рекорд — 29 очков, установил Эндрю Мертенс в игре за Новую Зеландию против Австралии (победа 34:15) благодаря 9 штрафным и реализации.
  - Рекорд по числу очков, набранных в одном тест-матче против Новой Зеландии (31 очко)[7]
  - Рекорд сборной ЮАР по числу забитых штрафных за один тест-матч (8 штрафных). Второе место занимает Перси Монтгомери с 7 штрафными, причём этого он достигал дважды.
- Рекорд по числу очков, набранных в одном тест-матче против Австралии (24 очка, дважды)[1]
- Рекорд по скорости набора очков в составе сборной ЮАР:
  - 100 очков за 8 тест-матчей (3 на замену)[8]
  - 200 очков за 16 тест-матчей
  - 300 очков за 24 тест-матча
  - 400 очков за 33 тест-матча
  - 500 очков за 43 тест-матча
  - 600 очков за 50 тест-матчей
  - 700 очков за 62 тест-матча
- Рекорд по числу очков в матче Чемпионата регби или Кубка трёх наций (31 очко)
- Рекордсмен по числу успешно забитых подряд голов: 41 гол (серия длилась до 6 ноября 2010 года, игры против Ирландии). Прежний рекорд поставил шотландец Крис Патерсон (36 голов)[9][10]
- Рекордсмен по числу набранных очков на чемпионате мира 2011 года (62 очка)

## Стиль игры
Морне Стейн как мастер штрафных и реализаций отличается мощным ударом с правой ноги, благодаря которому заслужил славу выдающегося бьющего в ЮАР и в мире, а также благодаря мощному телосложению, характерному для южноафриканских регбистов, умеет обороняться. При этом его атакующие навыки не развиты так, как у Дэна Картера или Куэйда Купера, вследствие чего Стейн не всегда может «взорваться» и своими действиями переломить ход встречи в пользу своей сборной.